# Cartignano
Cartignano ist eine Gemeinde in der italienischen Provinz Cuneo (CN), Region Piemont.

## Lage und Einwohner
Cartignano liegt etwa 25 km nordwestlich von der Provinzhauptstadt Cuneo im Valle Maira, das in den Cottischen Alpen liegt. Das Gemeindegebiet umfasst eine Fläche von 6,42 und hat 164 Einwohner (Stand 31. Dezember 2023). Zur Gemeinde zählen die Fraktionen (Frazioni) Biancera, Chiabriera, Chiaudieres, Cogno, Copetto, Galliana, Gordan, Mittante, Ponte-Paschero, Pradelmezzo, San Bernardo, Saretto, Sperone und Ugo. 
Die Nachbargemeinden sind Dronero, Melle, Roccabruna und San Damiano Macra.

## Geschichte

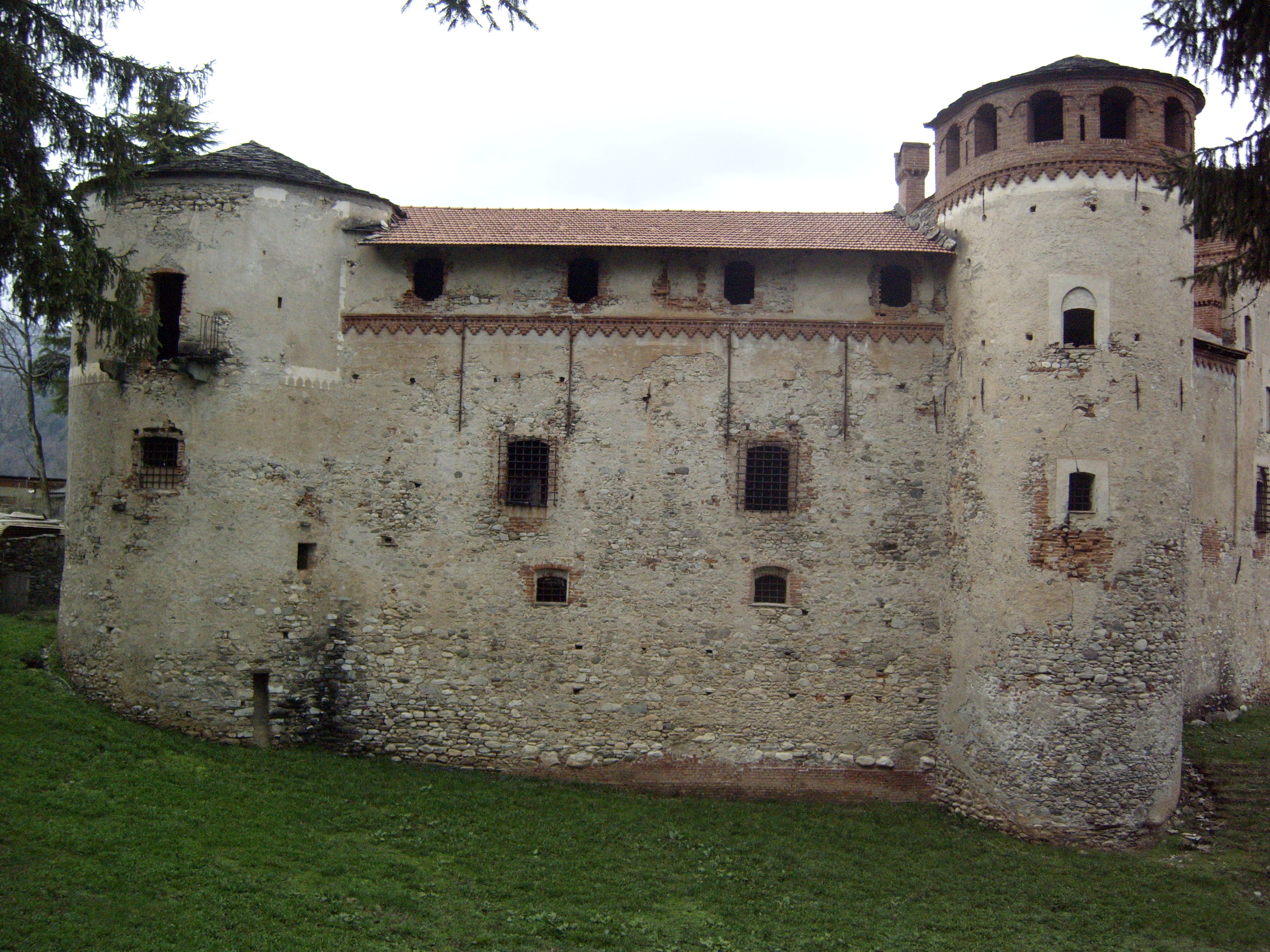
Das Schloss

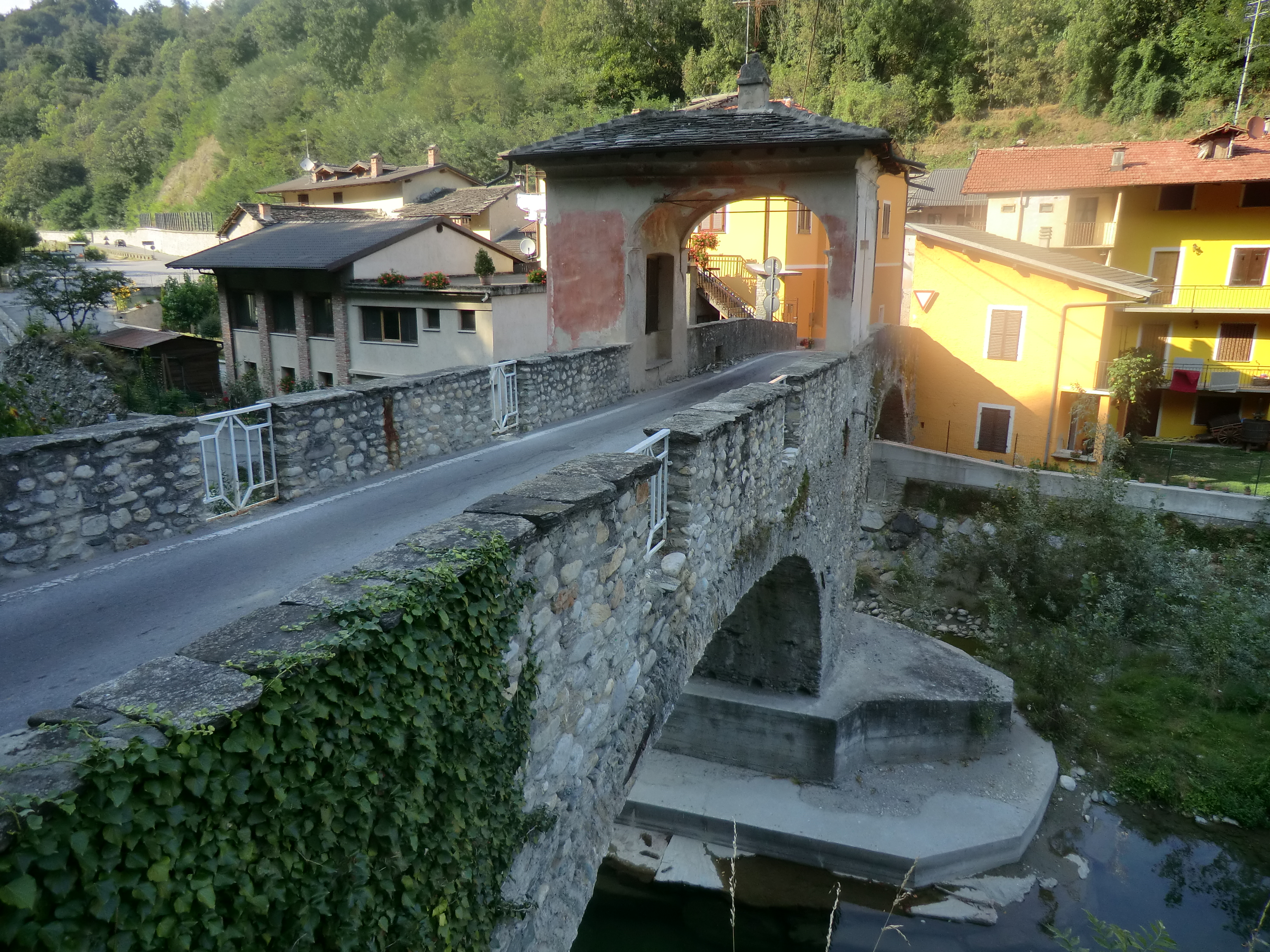
Die Brücke über die Maira

Es scheint mit dem antiken FORUM CEREALE identifiziert zu werden, auf das sich einige in der Gegend gefundene römische Inschriften beziehen. Sehr wichtig für die Identifizierung des Dorfes ist eine Urkunde der Benediktinerabtei Caramagna Piemont, in der am Rande der Aufschrift „in Cereano“ die Aufschrift „nunc Cartignano“, „ora Cartignano“ erscheint. In einer Urkunde vom Ende des 12. Jahrhunderts mit dem Namen „Cartinianus“ erwähnt, wurde es später „Cartignanus“ und „Cartignan“ genannt. Der Ortsname ist ein Prädial, abgeleitet vom lateinischen Personennamen QUARTINIUS oder CARTINIUS, mit dem Zusatz des Adjektivsuffixes -ANUS, das, oft in Kombination mit den Adjektiven, den vollen romanischen Charakter des Grundstückseigentümers bezeugt. 
Im Mittelalter gehörte es zum Besitz der Pfarrkirche San Ponzio und wurde später der Adelsfamilie Berardi und anderen örtlichen Herren zugeteilt. Unter verschiedenen Besetzungen, darunter der der Anjou, die lange Zeit die politische Szene Piemonts dominierten, wurde es schließlich Teil des Savoyer Staates, dessen Ereignisse es verfolgte.

## Sehenswürdigkeiten
- Die Pfarrkirche
- Das Schloss Maspino aus dem 14. Jahrhundert, das heute landwirtschaftlich genutzt wird.